# Garrotín
El garrotín (de l'asturià garrotinada, cop de blat a l'era per a desgranar-lo) és un tipus de cançó improvisada. Tot i el seu origen asturià, al segle xix es va estendre pel territori peninsular i, ja al segle xx, davant de l'auge del flamenc va agafar un toc d'aquest estil musical, concretament del canto chico de mans de La Niña de los Peines i de la bailaora Carmen Amaya.
Aquest gènere de tradició oral va arrelar entre la comunitat gitana catalana, especialment a Lleida. En tenim notícia al periòdic L'Esquella de la Torratxa l'any 1910, i el 1928 el lleidatà Manuel Pubill «El vell Parrano» va presentar un concurs de garrotins al Teatre Victòria de Barcelona.

## Característiques
Consta d'una tornada fixa amb una melodia rítmica, i les estrofes es van improvisant a mesura que es canta. El contingut de les estrofes sol ser burlesc amb l'objectiu de divertir el públic que l'escolta i oferir una mirada irònica de la societat. En l'anomenat Garrotín de Lleida l'estrofa sol ser, tot i que amb petites variacions:

Al garrotín, al garrotan,
de la vera vera vera de Sant Joan,
al garrotín, al garrotan,
de la vera vera vera de Sant Joan.

La tornada és una estrofa de quatre versos de vuit síl·labes idealment, tot i que, com que es fan concordar amb la música, a vegades són irregulars. Aquests, solen rimar només el segon i el quart, atenent al fet que solen ser improvisats durant la cançó. Entre estrofa i estrofa es canta la tornada per tal de deixar temps a preparar-se el següent. Uns exemples serien:

Jo tenia una amigueta
amb un do molt especial
cada cop que veia un noi
li feia aixecar el pardal.

La vida és una passada
és com una gran comèdia
sobretot des que tenim
en català la Viquipèdia.

Actualment el garrotín és present en concerts de grups de folk i fins i tot de rock català sense perdre el seu caràcter participatiu i festiu, com a la majoria de concerts de Miquel del Roig, La Terrasseta de Preixens o Lo Pau de Ponts.